# Storgöl (Locknevi socken, Småland)
Storgöl är en sjö i Vimmerby kommun i Småland och ingår i Botorpsströmmens huvudavrinningsområde. Sjöns area är 0,032 kvadratkilometer och den befinner sig 123,8 meter över havet.